# Kotisaari (ö i Norra Österbotten, Koillismaa, lat 66,24, long 28,99)
Kotisaari eller Ruumissaari är en ö i Finland. Den ligger i sjön Yli-Kitka och i kommunen Kuusamo i den ekonomiska regionen  Koillismaa ekonomiska region  och landskapet Norra Österbotten, i den nordöstra delen av landet, 700 km norr om huvudstaden Helsingfors. Öns area är 1,8 hektar och dess största längd är 240 meter i sydöst-nordvästlig riktning.